# Baeacis improcerus
Baeacis improcerus är en stekelart som beskrevs av Chou och Hsu 1998. Baeacis improcerus ingår i släktet Baeacis och familjen bracksteklar. Inga underarter finns listade.